# Trans Europe Halles
Trans Europe Halles (TEH) est un réseau européen de centres culturels initiés par des citoyens et des artistes.

## Historique
En 1983, le centre culturel indépendant Les Halles de Schaerbeek à Bruxelles, en Belgique, a organisé un week-end de discussions pour permettre à des centres culturels indépendants européens, positionnés sur ce qui était appelé alors la culture underground, ou encore la contre-culture, d'échanger sur leurs expériences. Ces centres culturels étaient souvent installés dans des friches industrielles. Sept centres de sept villes européennes ont participé à cette première rencontre, et celle-ci a été le germe de ce qui est devenu le Trans Europe Halles (TEH).
Les sept centres culturels indépendants ayant participé à cette réunion de 1983 et cofondateurs de Trans Europe Halles (TEH) sont : Halles de Schaerbeek à Bruxelles, Huset KBH (en) à Copenhague, Kulturfabrik à Coblence, Melkweg à Amsterdam, Ny Scen à Göteborg, Usine de Pali-Kao à Paris et la Rote Fabrik à Zurich. La liste des membres s’est progressivement étendue depuis à d'autres lieux pluridisciplinaires (cinéma, vidéo, théâtre, arts plastiques, musique), comme Le Confort Moderne ou Le Plus Petit Cirque du monde en France. Ils mettent en avant des artistes à la notoriété souvent embryonnaire, des vedettes également, des films culte. Ils organisent des festivals musicaux ou des rave party, des ateliers d'art urbain, des échanges et des rassemblements sur des thèmes sociaux, etc..